# 日本飛行船

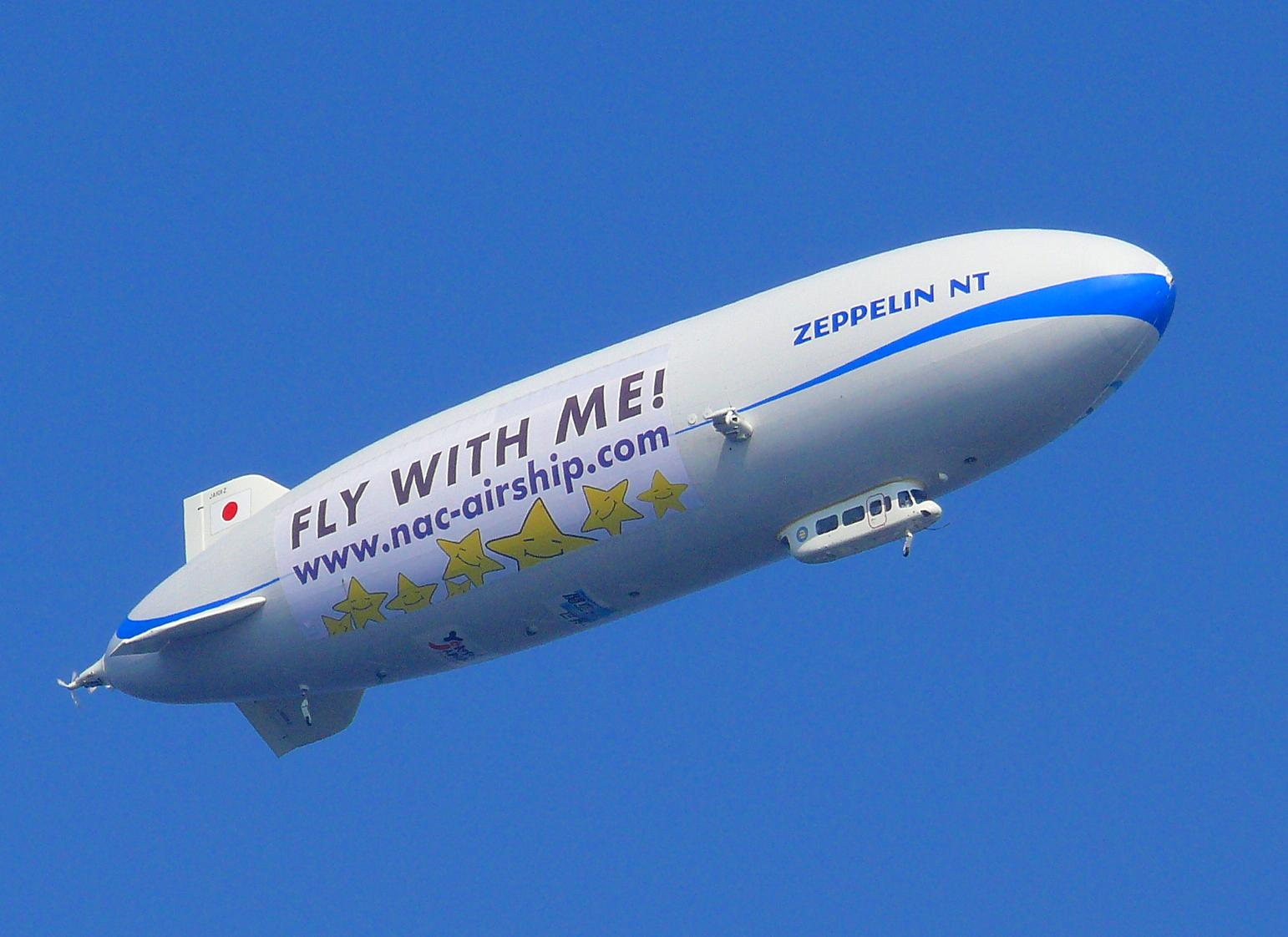
ツェッペリンNT（2007年撮影）

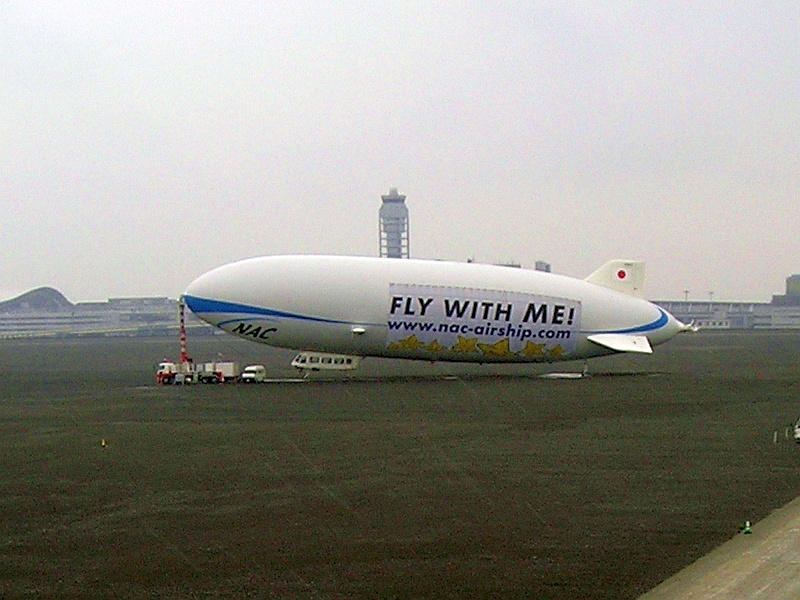
マスト車に係留されるツェッペリンNT（関西国際空港）

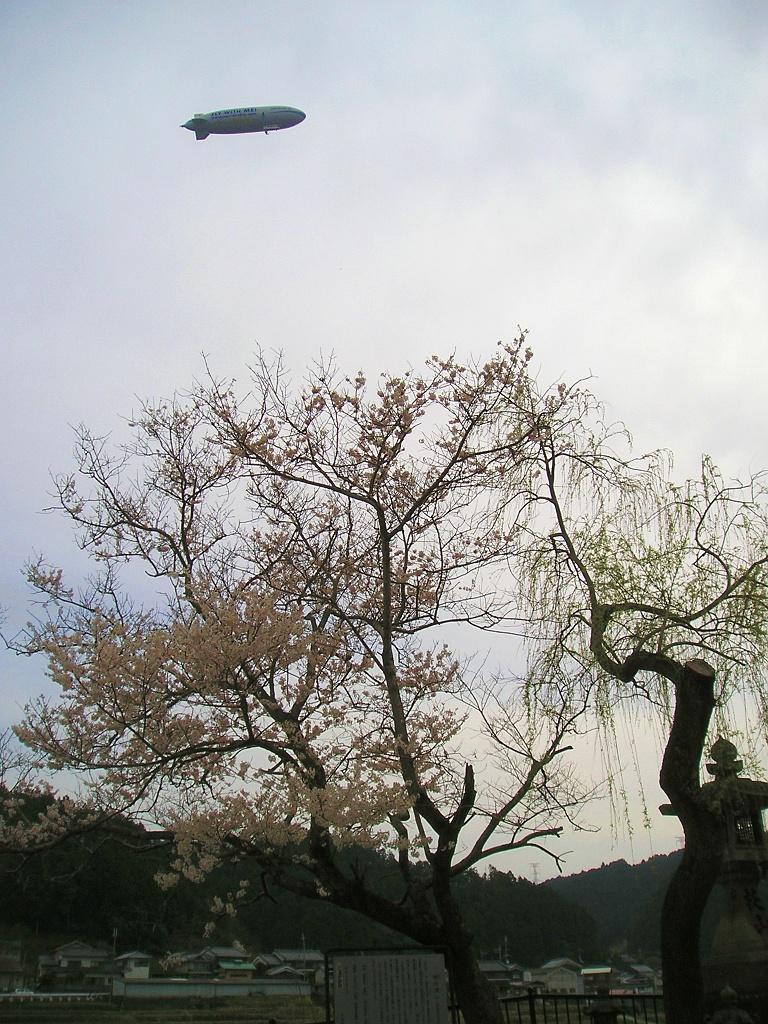
遊覧飛行の様子（奈良県大淀町）

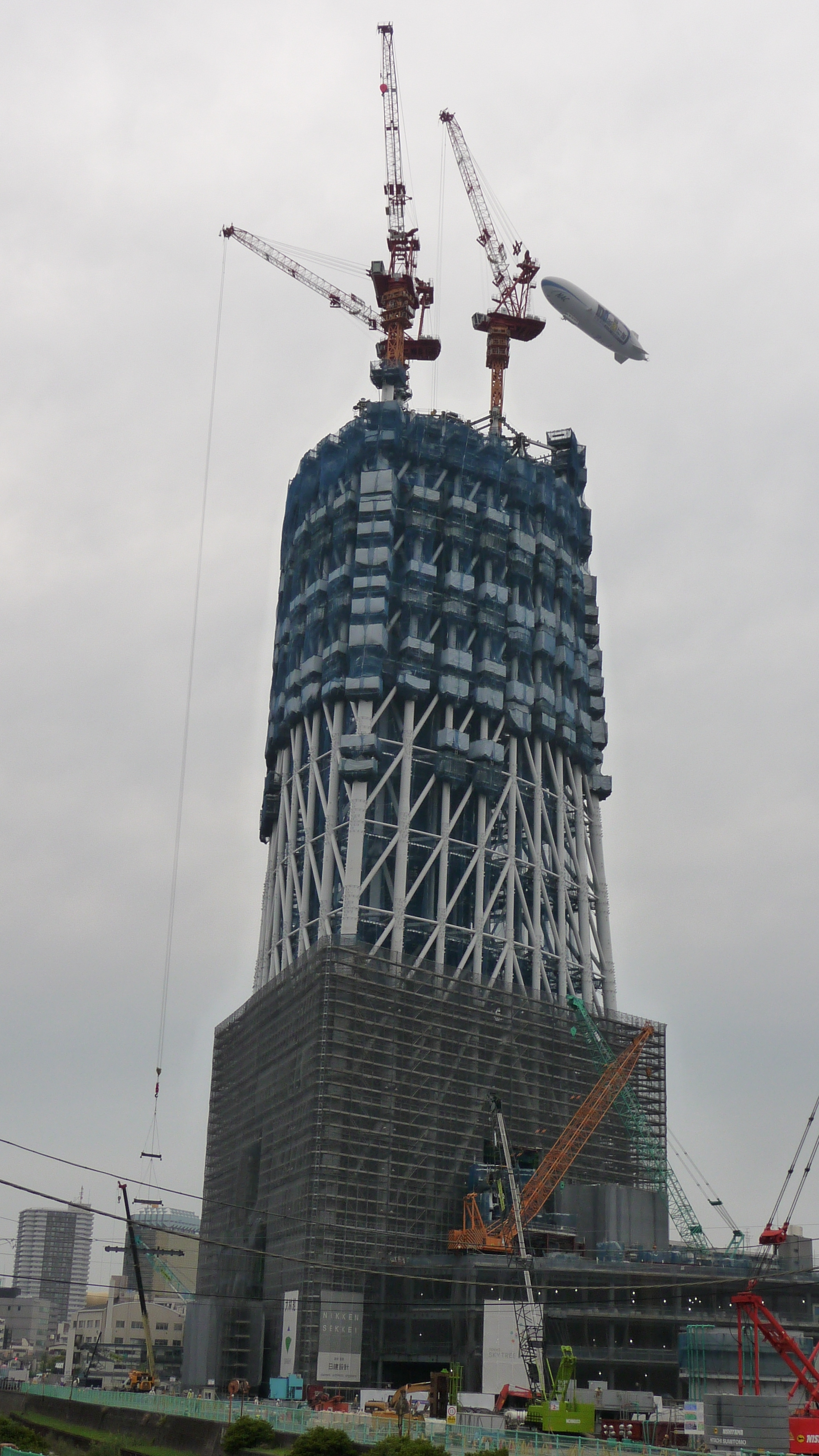
東京スカイツリー建設中に偶然写り込んだ日本飛行船の飛行船 撮影2009年9月19日

株式会社日本飛行船（にっぽんひこうせん、英称 Nippon Airship Corporation: NAC）は、埼玉県桶川（埼玉県比企郡川島町大字出丸下郷53-1）の本田エアポートを運航基地とし自社保有の飛行船を運航して広告宣伝・航空撮影・地質調査・測量・遊覧飛行などの事業を行っていた会社である。そのような事業を日本で行う唯一の会社であったが、2010年（平成22年）5月をもって事業を停止した。従業員数は40名。

## 概要
日本飛行船は、航空機使用事業および航空運送事業としての飛行船1隻を保有・運航していた、航空法に基づく飛行船運航会社である。飛行船運航事業に携わったことのある実務経験者・パイロット・整備士などを雇用し、自社による独自運航を目指した。
2002年（平成14年）3月26日名古屋で名工大教授梅野正義、ジャーナリスト大塚義保、映像プロダクション社長伊藤剛等によって設立された後、2003年（平成15年）9月に日本郵船株式会社の出資を受け、同社を筆頭株主（4,000株、持株比率58.8％）とした日本郵船グループの一員となった。
2004年（平成16年）6月13日、ドイツのツェッペリン飛行船技術会社 (Zeppelin Luftschifftechnik GmbH: ZLT) からツェッペリンNT 1隻を受領し、2005年（平成17年）春から日本国内で営業運航を開始した。この機材を用い、上記のように販売促進、広告宣伝・広報、環境調査・観測、航空撮影などの事業を行っていた。
2007年4月2日、日本郵船は、当初予定していた黒字化にはまだ時間を要する状況にあり、また、クルーズなどの同社事業との相乗効果も十分に発揮できる機会が少ないと判断し、日本飛行船の保有全株式を杤木汽船株式会社に売却した。この結果、杤木汽船は日本飛行船の筆頭株主となり、同社を杤木汽船グループの一員とした。
2007年5月31日には国土交通省より航空運送事業の免許を受け、同年11月から飛行船遊覧クルーズを開始した。
2010年5月31日事後処理を弁護士に一任し、事業を停止した。6月16日には破産手続開始決定し、倒産が確定した。

## 運航機材
- Zeppelin式 LZ N07-100型 (cn 002) （登録記号：JA101Z） 1隻
  - 準硬式飛行船
  - 全長×全幅×全高：75.1 m×19.7 m×17.5 m
  - エンベロープ容積：8,425 m3、ヘリウムガス充填
  - ゴンドラ全長：10.7 m
  - 最大客席数：12席
  - 最大搭載荷重：1,900 kg
  - エンジン出力：200 HP×3基
  - 最大飛行速度：125 km/h[2]
  - 巡航高度：300～600 m（最大上昇限度：2,250 m）
  - 最大航続距離：900 km
  - 通常飛行時間：6時間（最大飛行時間：24時間）
  - 2004年3月2日購入契約、2004年6月13日受領

## 歴代社長
- 初代：伊藤剛 （創業社長）
- 2代目：渡邊裕之
- 3代目：加藤純吉
- 4代目：渡邊裕之 （再任）

## その他
- 新造時の日本への機体運搬は、当初はドイツから日本へ飛行し、LZ 127「グラーフ・ツェッペリン」が日本に寄港して75年となる2005年8月下旬に、LZ 127が飛来した茨城県土浦市に到着する予定だった。2004年6月18日に離陸後、「ドイツにおける日本年」のロゴとビジット・ジャパン・キャンペーンの一環で船体に「Yokoso!JAPAN」のロゴを冠したほか、コニカミノルタの社章を冠して、世界遺産の空中撮影を行いながら飛行を続け[2]、7月18日、フィンランドのヘルシンキ・マルミ空港 (Helsinki-Malmi Airport , HEM/EFHF) に到着した。約1週間停泊した後にロシア領空経由で日本に飛来する予定だったが、ロシア当局から領空通過許可が下りるのに時間がかかり過ぎたため、同空港に約2ヶ月もの間足止めされることとなった。最終的に同機はロシア経由のフライトプランを諦め、イタリア経由でコンテナ船に積載され日本に到着している[6]。
- 日本飛行船の運航機材であるツェッペリンNTは世界に7隻しかない希少機であったが、係留に関わるコストが発生することから、2010年7月8日までに解体が完了した。なお、部品の多くは再利用のためメーカーへ払い下げられた。[7]なお、ツェッペリンNTのうちデビアスにリースされていた1番船 D-LZFN (cn 001) も、2007年9月20日にカラハリ砂漠での地形調査飛行のさい、係留中に突風により大破し失われた。
- ツェッペリンNTを操縦するには、他の旅客機と同様に、飛行船操縦技能証明に加えてツェッペリン式LZ N07-100型の型式限定免許を要する。
- 2006年（平成18年）に公開された映画『日本沈没』には、上空から避難を呼びかける飛行船として、日本飛行船のツェッペリンNTが登場した。
- 2009年（平成21年）8月、ツェッペリンNTから撮影された初の飛行船展望クルーズ DVD「東京遊覧デイクルーズ」「東京遊覧ナイトクルーズ」がテイチクエンタテインメントより同時に発売された[8][9]。
- 2010年　2010年4月17日公開の映画名探偵コナン 天空の難破船に登場する飛行船に関し、技術提供及び歴史を監修したほか、同映画の広告をつけて飛行していた。